# Friedensvertrag vom 3. September 1866
Der Friedensvertrag vom 3. September 1866 war der Friedensvertrag zwischen Preußen und dem Großherzogtum Hessen (Hessen-Darmstadt) nach dem Deutschen Krieg. Das Großherzogtum Hessen verpflichtete sich zu einer Reparationszahlung von 3 Millionen Goldmark, ein Gebietstausch wurde vereinbart, und Hessen-Darmstadt verzichtete auf eine Reihe von Souveränitätsrechten. So musste Hessen-Darmstadt mit seinen nördlich des Main gelegenen Gebieten dem Norddeutschen Bund beitreten. Der Vertrag löste die Regelungen der Waffenstillstandsvereinbarung von Eisingen vom 1. August 1866 ab. Preußen verpflichtete sich, nach dem Empfang der Kriegsentschädigung seine Truppen aus dem Großherzogtum Hessen abzuziehen.

## Gebietstausch
Das Großherzogtum Hessen musste gemäß Artikel 14 des Friedensvertrags folgende Gebiete an Preußen abtreten:
- die Landgrafschaft Hessen-Homburg
- das Hessische Hinterland mit den Kreisen Biedenkopf und Vöhl
- die Gemeinden Bieber, Fellingshausen, Frankenbach, Hermannstein, Königsberg, Krumbach, Naunheim, Rodheim an der Bieber und Waldgirmes des Kreises Gießen
- die Gemeinden Niederursel und Rödelheim des Kreises Vilbel

Preußen gab gemäß Artikel 15 ehemals nassauische, kurhessische und Frankfurter Gebiete an Hessen-Darmstadt ab, die unmittelbar nach Kriegsende zunächst von Preußen annektiert worden waren:
- das nassauische Amt Reichelsheim mit den Gemeinden Dorn-Assenheim und Reichelsheim
- die Gemeinde Harheim des nassauischen Amtes Höchst
- das ehemalige kurhessische Gericht Katzenberg mit den Gemeinden Ohmes, Ruhlkirchen, Seibelsdorf und Vockenrod des Kreises Kirchhain
- das ehemalige kurhessische Amt Dorheim mit den Gemeinden Dorheim, Nauheim, Rödgen und Schwalheim des Kreises Hanau
- die ehemals kurhessische Gemeinde Massenheim des Kreises Hanau
- die ehemals kurhessische Gemeinde Treis an der Lumda des Kreises Marburg
- die Frankfurter Landgemeinden Dortelweil und Nieder-Erlenbach
- die ehemals kurhessische Gemarkung Rumpenheim des Kreises Hanau[1]; Rumpenheim wird im Friedensvertrag gesondert abgehandelt, da es das einzige der zugewonnenen Gebiete ist, das nicht Oberhessen – und damit der künftigen Zollunion –, sondern der Provinz Starkenburg zugeschlagen wurde.

## Weitere Regelungen
Das Großherzogtum erkannte die Regelungen im Vorfrieden von Nikolsburg an. Preußen erhielt ein Monopol für das Telegraphen- und Postwesen im Großherzogtum. Das Großherzogtum verpflichtete sich, Verhandlungen zum Abschluss einer Zollunion für die Provinz Oberhessen zu führen und bei erfolgreichem Abschluss auf Rheinzölle zu verzichten.

## Vertragstext
- Großherzoglich Hessisches Regierungsblatt, Jahrgang 1866 S. 403 f., Digitalisat